# اسپنجروش
اِسپِنجَغر یا اسپِنجَروش یا اسپخروش دیو برپایه اسطوره‌های مزدیسنا دیوی است که در ابرها خانه دارد و دشمن آتش وازشت است و می‌کوشد تا جلو بارش ابرها را بگیرد. او در کنار اپوش دیو دشمن ایزدان باران‌سازند.

## واژه‌شناسی
این نام در پارسی میانه spinjağr یا spinjaruš و در اوستایی -spənjağrya و -spina uruška آمده‌است.

## منبع
- مهرداد بهار، پژوهشی در اساطیر ایران، چاپ پنجم، پاییز ۱۳۸۴، نشر آگه. شابک ‎۹۶۴−۳۲۹−۰۰۹−۳